# Гуардська діоцезія

Лісабонський патріархат
Бразька архідіоцезія
Еворська архідіоцезія

Гуа́рдська діоце́зія (лат. Dioecesis Aegitaniensis; порт. Diocese da Guarda) — діоцезія (єпископство) Римо-Католицької Церкви у Португалії, з центром у місті Гуарда. Очолюється єпископом Гуардським. Охоплює територію округу Гуарда. Площа — 6759 км². Суфраганна діоцезія Лісабонського патріархату. Станом на 2013 рік поділялася на 361 парафій. Головний храм — Гуардський собор святої Марії. Створена близько 550 року як Егітанська діоцезія у Королівстві свевів. Перестала існувати після мусульманської навали 715 року. Перезаснована 1199 року як Гуардська діоцезія у королівстві Португалія, за понтифікату римського папи Інокентія III і правління португальського короля Саншу I. З 1490 року підпорядковується Лісабону. 2 квітня 1550 року передала частину своєї території Порталегрівській діоцезії. Єпископ з 2005 року — Мануел да Роша Фелісіу. Інша назва — Гуардське єпископство (порт. Bispado da Guarda).

## Єпископи
- 1364—1384: Афонсу (III) Коррейя (ставленик антипапи з 1378; номінально залишався єпископом до 1394)
- 1516—1519: Афонсу (IV), син португальського короля Мануела І.